# Abongoua
Abongoua  è una città e sottoprefettura della Costa d'Avorio appartenente al dipartimento di Yakassé-Attobrou. Conta una popolazione di 17 497 abitanti (censimento 2021).